# يوبرت شليمون
يوبرت شليمون ( السريانية: ܝܘܒܝܪܬ ܫܠܝܡܘܢ ) كان ناشطًا سياسيًا آشوريًا وكان أحد العضوين المؤسسين لمنظمة زوعا ، والآخر هو يوسف توما .

## في الفترة المبكرة من حياته
وُلِد يوبرت عام 1954 في الحبانية . تخرج من الكلية التقنية في بغداد بدرجة البكالوريوس في الهندسة الميكانيكية ، ثم عمل مهندسًا بعد ذلك . 

## المسيرة السياسية
بدأت جهوده السياسية في عام 1971 في بغداد . ألقت السلطات البعثية القبض عليه في بغداد في 13 يوليو 1984، بناءً على معلومات قدمها بعض الخونة داخل المجتمع الآشوري . أثناء وجوده في السجن تعرض لمختلف أنواع التعذيب الجسدي والنفسي لكنه رفض الاستسلام لمطالب آسريه بإنكار مبادئه والإفصاح عن معلومات عن زملائه الوطنيين.  كما تعرض زملاؤه في منظمة زوعا يوسف توما ويوخنا جاجو للتعذيب في نفس الوقت الذي تعرض له .  تم إعدام الثلاثة جميعًا على يد نظام البعث في 3 فبراير 1985 شنقًا دون محاكمة قانونية ؛  وبحسب ما ورد أعدم نظام البعث الآشوريين الثلاثة لتوزيعهم منشورات ضد سياسات التعريب التي تنتهجها الحكومة . 